# All About Jazz
All About Jazz（オール・アバウト・ジャズ）は、1995年にマイケル・リッチ (Michael Ricci)によって設立されたウェブサイト。ボランティア・スタッフが、ジャズに関係するコンサートやその他イベントのニュース、アルバム・レビュー、記事、ビデオ、リストを公開している。リッチは、地元のコンサートやイベントに関する関連サイト「Jazz Near You」も管理している。
ジャズ・ジャーナリスト協会は、2003年から2015年の13年間、そのカテゴリーが無くなるまでジャズをカバーするベスト・ウェブサイトとしてAll About Jazzに投票した。2015年にリッチは、このサイトが2007年には月間130万人の閲覧者を獲得したと述べた。別の情報筋によると、このサイトには世界中に50万人以上の閲覧者がいるという。
リッチはフィラデルフィアで生まれた。父親の音楽コレクションからクラシックとジャズを聴くようになった。トランペットを演奏し、8歳のときに最初のジャズ・コンサートに行った。彼はコンピューター・プログラミングのバックグラウンドを持ち、1995年にAll About Jazzというウェブサイトを作成することで、ジャズとインターネットへの関心を組み合わせた。
このウェブサイトでは、フェスティバル、コンサート、その他のイベントに関する情報など、アメリカおよび世界中のジャズに関するレビュー、インタビュー、記事を公開している。
2016年、リッチはフィラデルフィアにおけるジャズへの貢献に対してジャズ・ブリッジ・アンバサダー賞を受賞した。